# Boughriba
Boughriba  (in arabo بوغريبة‎?) è un centro abitato e comune rurale del Marocco situato nella provincia di Berkane, regione di Regione Orientale. Conta una popolazione di 20 513 abitanti (censimento 2014).